# ساماتاتا
ساماتاتا (انگلیسی: Samatata) یکی از نواحی و پادشاهی‌های باستانی در جنوب شرق بنگال بود که حدوداً از سدهٔ سوم پیش از میلاد تا قرن سیزدهم میلادی وجود داشت. این ناحیه که در کنار دلتای رود مگنا قرار داشت، شامل مناطق امروزی کومیلا، نوآخالی، سیلهت و جزایر ساحلی اطراف می‌شد. ساماتاتا منطقه‌ای مرطوب، هموار و ساحلی بود.
نخستین اشارهٔ مکتوب به ساماتاتا در کتیبه الله‌آباد مربوط به دوران سامودراگوپتا در سدهٔ چهارم میلادی دیده می‌شود که آن را به‌عنوان یک پادشاهی مرزی تحت خراج‌گزاری به امپراتوری گوپتا توصیف می‌کند. در سدهٔ هفتم میلادی، راهب چینی ژوان‌زنگ در سفرنامه‌اش از وجود حدود سی صومعهٔ بودایی و دوهزار راهب در این منطقه خبر داده‌است و ساماتاتا را کانونی مهم برای آیین بودایی دانسته‌است.
ساماتاتا در دوره‌های مختلف توسط دودمان‌هایی چون گاوده، خاندان بهادرا، خادگا، دِوا، چاندرا و ورمان اداره می‌شد. دودمان‌های دِوا و چاندرا به‌ویژه به‌عنوان پشتیبانان آیین بودایی شناخته می‌شوند. دیواپارواتا، که امروزه در حوالی مین‌اماتی قرار دارد، در دورهٔ چاندرا مرکز مذهبی و اداری ساماتاتا بود. این شهر بندری ارتباط گسترده‌ای با مناطق ساحلی میانمار، تایلند، اندونزی و ویتنام داشت.
در قرن سیزدهم میلادی و با یورش مسلمانان به بنگال، ساماتاتا به آخرین پناهگاه دودمان سنا تبدیل شد و سرانجام در ساختار سلطان‌نشین دهلی ادغام شد. از آن زمان، نقش فرهنگی و سیاسی ساماتاتا کاهش یافت و بنگال به‌تدریج تحت حکومت مرکزی اسلامی شکل واحدتری به خود گرفت.
ساماتاتا از جنبه‌های جغرافیایی، مذهبی و سیاسی، بخشی مهم از تاریخ کهن بنگال به‌شمار می‌رود و تا پیش از ادغام در ساختارهای میان‌عصر اسلامی، نقشی کلیدی در ارتباطات دریایی و فرهنگ بودایی در جنوب شرق آسیا ایفا می‌کرد.